# マドンナ (エドヴァルド・ムンク)

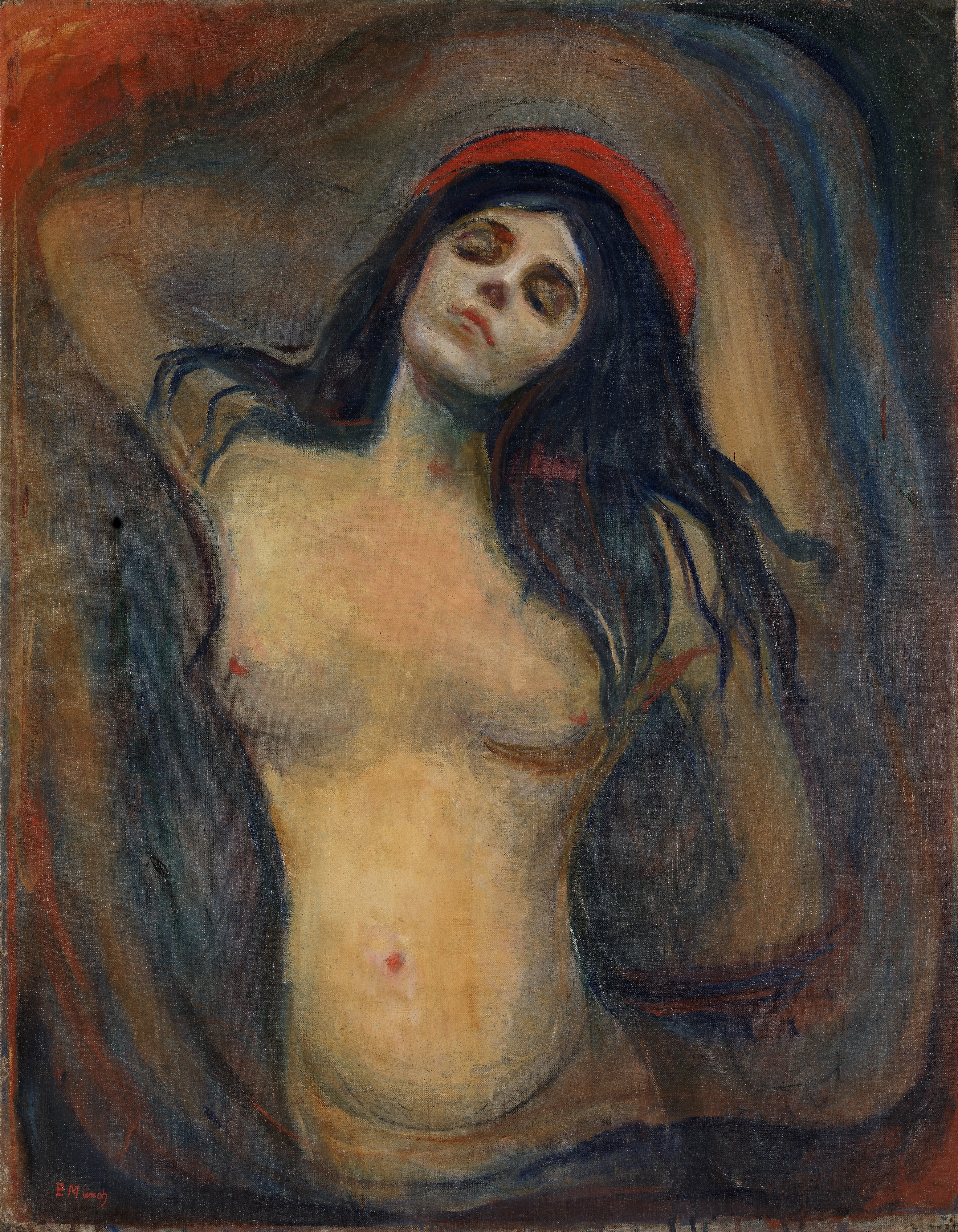
マドンナ（1894年-1895年、91×70.5cm、ムンク美術館所蔵）

マドンナ (Madonna) は、ノルウェーの表現主義画家、エドヴァルド・ムンクによって描かれた油彩画である。ムンクは1894年から1895年にかけて、5つのヴァージョンの『マドンナ』を制作しており、その内の1点のサイズは91×70.5cmである。また1点は現在オスロのムンク美術館が所蔵しており、別の1点はビジネスマンネルソン・ブリッツの個人蔵となっている。

## 作品解説
作品の題名は、この絵がイエスの母マリアを描いたものであることを示しているが、マリアの表現としては非常に変わったものである。というのも、20世紀に至るまでマリアの肖像は品のよい熟年の女性を描いた高踏的な芸術であることが常だったためである。本作に描かれた人物は十代にも見えるほど若く官能的で、好色的とまではいえぬにせよ、身をよじらせて表情豊かなポーズをとっている。彼女は後ろに手を伸ばして背をそらし、自分の肉体に鑑賞者の意識を惹き付ける。ただし、この変わったポーズにおいても、聖母マリアの表現法の規範となる重要な要素のいくらかは体現している。まず、彼女は静謐さと穏やかな自信を湛えている。またその目を閉ざして慎ましさを表しながら、同時に上方からの光によって照らされている。より多く光を身に受けられるよう体をよじらせることで、目を向けることのないまま自分の体を見つめている。これらの要素は、受胎告知の場面を描いた従来の表現法の特徴でもある（ Madonna (art) および『マドンナ』の写真を参照）。

## 盗難
叫びも参照のこと。
2004年8月22日日曜日、銃を携えて覆面を被った男たちによって、『マドンナ』と『叫び』がムンク美術館から盗難されるという事件が起きた。犯人達は美術館の警備員に対して床に伏せるよう脅し、壁に張られた防護用の綱を引きちぎり、黒い車に乗って逃走した。逃走に使用されたアウディ・A6ステーションワゴンは、後に乗り捨てられているところを警察によって発見された。

## 返還と現在の状態
盗まれた絵画は2点とも、2006年8月31日にオスロ警察によって回収された。翌日ムンク美術館館長Ingebjoerg Ydstieは、絵の状態は予想されたより酷いものではなく、『マドンナ』に開いた直径2.5cmの穴も修復可能であると述べた。
実際には『叫び』は液体による損傷を受けており、完全な修復は不可能である。対して『マドンナ』は完全に修復され、共に2008年5月23日からオスロのムンク美術館で展示が再開されている。